# Паліївська сільська рада (Маловисківський район)
| Паліївська сільська рада — колишній орган місцевого самоврядування у Маловисківському районі Кіровоградської області з адміністративним центром у с. Паліївка. Сільській раді підпорядковані населені пункти: - с. Паліївка - с. Веселе |

## Склад ради
Рада складається з 16 депутатів та голови.

### Керівний склад ради
| ПІБ                      | Основні відомості                                                    | Дата обрання | Дата звільнення |
| ------------------------ | -------------------------------------------------------------------- | ------------ | --------------- |
| Шамка Людмила Валеріївна | Сільський голова, 1968 року народження, освіта, член народної партії | 26.03.2006   | 31.10.2010      |
| Шамка Людмила Валеріївна | Сільський голова, 1968 року народження, освіта вища, позапартійна    | 31.10.2010   |                 |

Примітка: таблиця складена за даними джерела

## Населення
Згідно з переписом УРСР 1989 року чисельність наявного населення сільської ради становила 1423 особи, з яких 597 чоловіків та 826 жінок.
За переписом населення України 2001 року в сільській раді мешкало 1290 осіб.

### Мова
Розподіл населення за рідною мовою за даними перепису 2001 року:
| Мова       | Відсоток |
| ---------- | -------- |
| українська | 97,52 %  |
| російська  | 1,39 %   |
| вірменська | 0,62 %   |
| білоруська | 0,15 %   |
| болгарська | 0,08 %   |
| гагаузька  | 0,08 %   |
| молдовська | 0,08 %   |